# Coppa del Re 1917
La Copa del Rey 1917 fu la diciassettesima edizione della Coppa del Re. Il torneo ebbe inizio l'11 marzo e si concluse il 15 maggio del 1917. La finale si svolse al Camp de la Indústria di Barcellona dove il Madrid vinse per la quinta volta la coppa. Per la prima volta si aggiunse un sesto campione regionale, quello delle Asturie.

## Partecipanti
- Paesi Baschi:  Arenas Getxo
- Castiglia:  Madrid CF
- Andalusia:  Siviglia
- Galizia:  Vigo Sporting
- Asturie:  Sporting Gijón
- Catalogna:  Espanya

## Quarti di finale
Il Vigo Sporting e l'Espanya andarono direttamente in semifinale per sorteggio.
| Madrid 11 marzo 1917 | Madrid CF | 8 – 1 | Siviglia |  |

| Siviglia 18 marzo 1917 | Siviglia | 2 – 1 | Madrid CF |  |

Avendo vinto una partita per parte, il Madrid CF e il Siviglia disputarono la partita di ripetizione.
| Siviglia 19 marzo 1917 | Siviglia | 0 – 4 | Madrid CF |  |

| Gijón 11 marzo 1917 | Sporting Gijón | 0 – 1 | Arenas Getxo |  |

| Getxo 18 marzo 1917 | Arenas Getxo | 7 – 0 | Sporting Gijón |  |

## Semifinali
| Madrid 1º maggio 1917 | Madrid CF | 4 – 1 | Espanya |  |

| Barcellona 8 aprile 1917 | Espanya | 3 – 1 | Madrid CF |  |

Avendo vinto una partita per parte, il Madrid CF e l'Espanya disputarono la partita di ripetizione.
| Barcellona 1º maggio 1917 | Espanya | 2 – 2 (d.t.s.) | Madrid CF |  |

| Barcellona 6 maggio 1917 | Espanya | 0 – 1 | Madrid CF |  |

| Getxo 1º maggio 1917 | Arenas Getxo | 2 – 1 | Vigo Sporting |  |

| Vigo 6 maggio 1917 | Vigo Sporting | 0 – 2 | Arenas Getxo |  |

## Finale
| Barcellona 13 maggio 1917, ore 16:00 | Madrid CF | 0 – 0 (d.t.s.) | Arenas Getxo | Camp de la Indústria (5.000 spett.)\| Arbitro: \| Paco Bru \| |
| Arbitro:                             | Paco Bru  |                |              |                                                               |

| Arbitro: | Paco Bru |

|                             |           |            |
| Petit 75’ Álvarez 113’ (gg) | Marcatori | 15’ Chacho |